# گیلوو (استان اشوی‌داشکسیه)
گیلوو (به لهستانی: Gilów) یک منطقهٔ مسکونی در لهستان است که در گمینا بلیژن واقع شده‌است. گیلوو ۴۰۰ نفر جمعیت دارد.